# Dálnice v Česku

Dopravní značka „Dálnice“ (IZ 1a)

Dálnice v Česku jsou nejvyšší kategorií pozemních komunikací v Česku. Provozované úseky dálnic mají celkovou délku 1 486 km (k 1. lednu 2025), další stovky kilometrů jsou ve výstavbě či plánovány. Zákonem stanovená nejvyšší dovolená rychlost je mimo obec 130 km/h, v obci pak 80 km/h. Na některých úsecích[kde?] dálnic je uvažováno o zvýšení nejvyšší dovolené rychlosti o 20 km/h na 150 km/h, na vytížených úsecích[kde?] u velkých měst bývá naopak trvale snížena.[zdroj⁠?!]
České dálnice bývají v mapách a textech označovány kombinací písmene D a vlastního čísla dálnice (např. D1), v terénu pak bílým číslem na červené tabulce. Dálniční ukazatele a návěsti jsou zelené.
Dálnice v Česku spravuje státní podnik Ředitelství silnic a dálnic (ŘSD).

## Historie dálnic v Česku

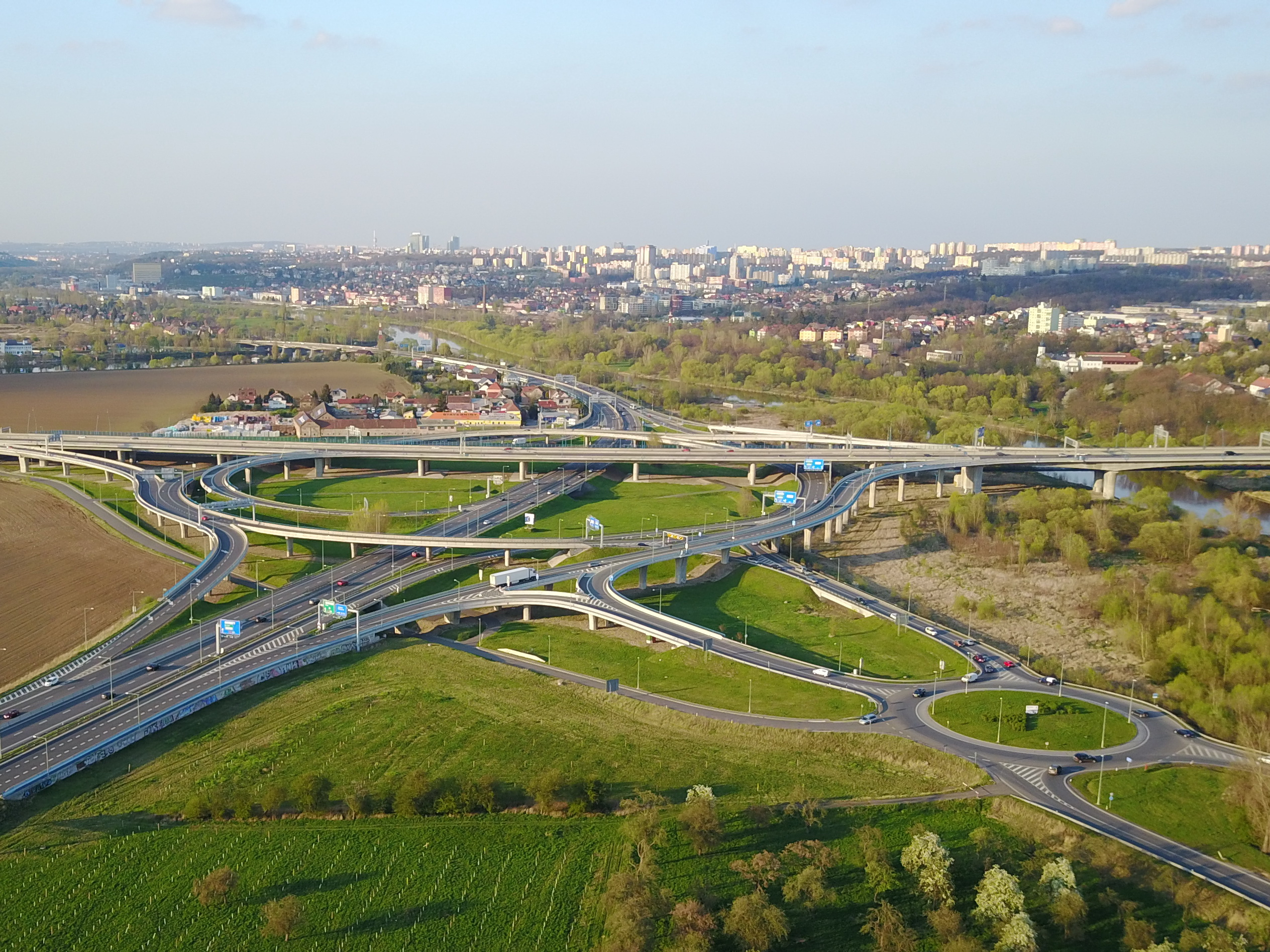
Nejsložitější česká křižovatka Lahovice u Prahy na dálnici D0

Mapa českých dálnic, stav k 1. 1. 2025

### První plány
Úvahy o československé dálnici se začaly objevovat v letech 1934–1935. Konkrétní myšlenky postavit silnici napříč Československem se objevily v projektu „Národní silnice Plzeň–Košice“. Brněnský region předložil druhý návrh [zdroj?] silniční magistrály „Cheb–Chust“, která se skládala v úseku Cheb–Košice ze severního a jižního tahu; dál na tehdejší Podkarpatskou Rus pokračoval jediný tah. Oba návrhy však nezískaly přízeň úřadů.
Koncept pro vybudování autostrád v Československu vypracoval brněnský architekt Bohuslav Fuchs. Navrhoval dvě větve: 1000 km (Cheb – Hradec Králové – Olomouc – Košice – Chust) a 800 km (Cheb – Plzeň – Brno – Košice). Fuchsův koncept (existující podle všeho roku 1934) začal intenzivně propagovat Hugo Vavrečka, ředitel Baťových závodů. Učinil tak svou přednáškou v pražském Karolinu počátkem ledna 1935. Jeho přednáška byla široce publikována v tisku a vzbudila pozornost.
Vavrečkovy úvahy se dále rozvíjely na půdě Baťových závodů. V roce 1937 vydal Jan Antonín Baťa knihu Budujme stát pro 40 000 000 lidí, kde je mj. námět k výstavbě dálkové komunikace Cheb – Velký Bočkov, jež ovšem vedla po délce ČSR nejpřímější cestou a vyhnula se Praze i Bratislavě. Nechal dokonce vypracovat její podrobnou studii. Úsek Lužná–Makov vedoucí kolem Zlína byl oficiálně schválen ministerstvem dopravy.
Zpočátku se pro označení rychlostních komunikací používal z italštiny přejatý termín autostráda (autostrada) nebo autodráha odvozený z německého Autobahn. V oficiálních plánech se používalo označení dálková komunikace. V prosinci 1938 se začal používat termín dálnice. Za původce tohoto slova bývá označován zaměstnanec tehdejšího Velitelství stavby dálkových silnic (později přejmenovaného na Generální ředitelství stavby dálnic) Ing. Karel Chmel. Jeho nadřízený, velitel Stavby dálkových silnic brigádní generál Václav Nosek, v dopise ministerstvu národní obrany termín oficiálně navrhl a zdůvodnil.

### Začátky za druhé republiky

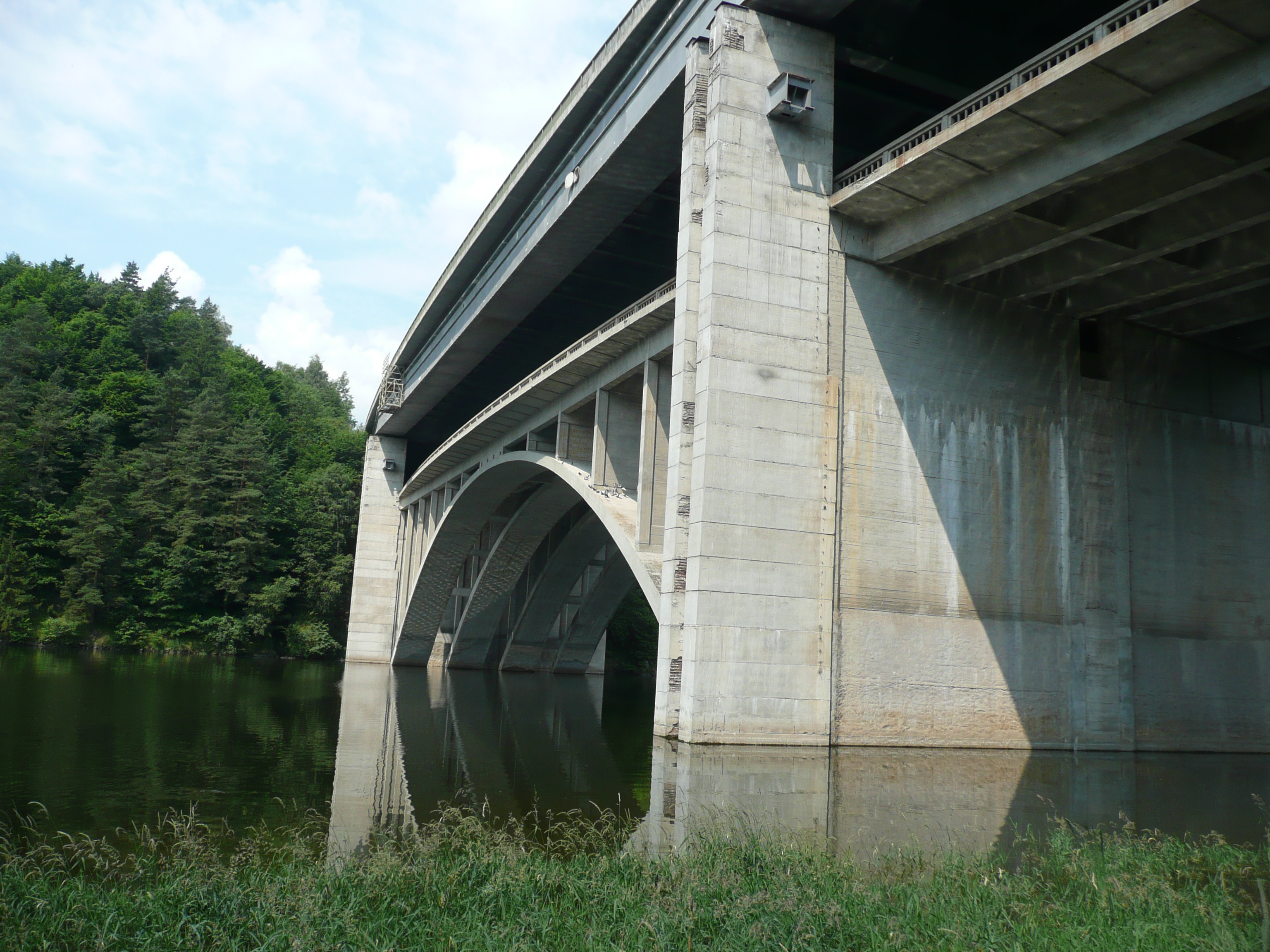
Vojslavický most, jehož spodní část byla postavena ve 40. letech. Jako součást dálnice D1 byl později postaven nový ocelový most nad původní stavbou, která byla využita pro silnici III. třídy

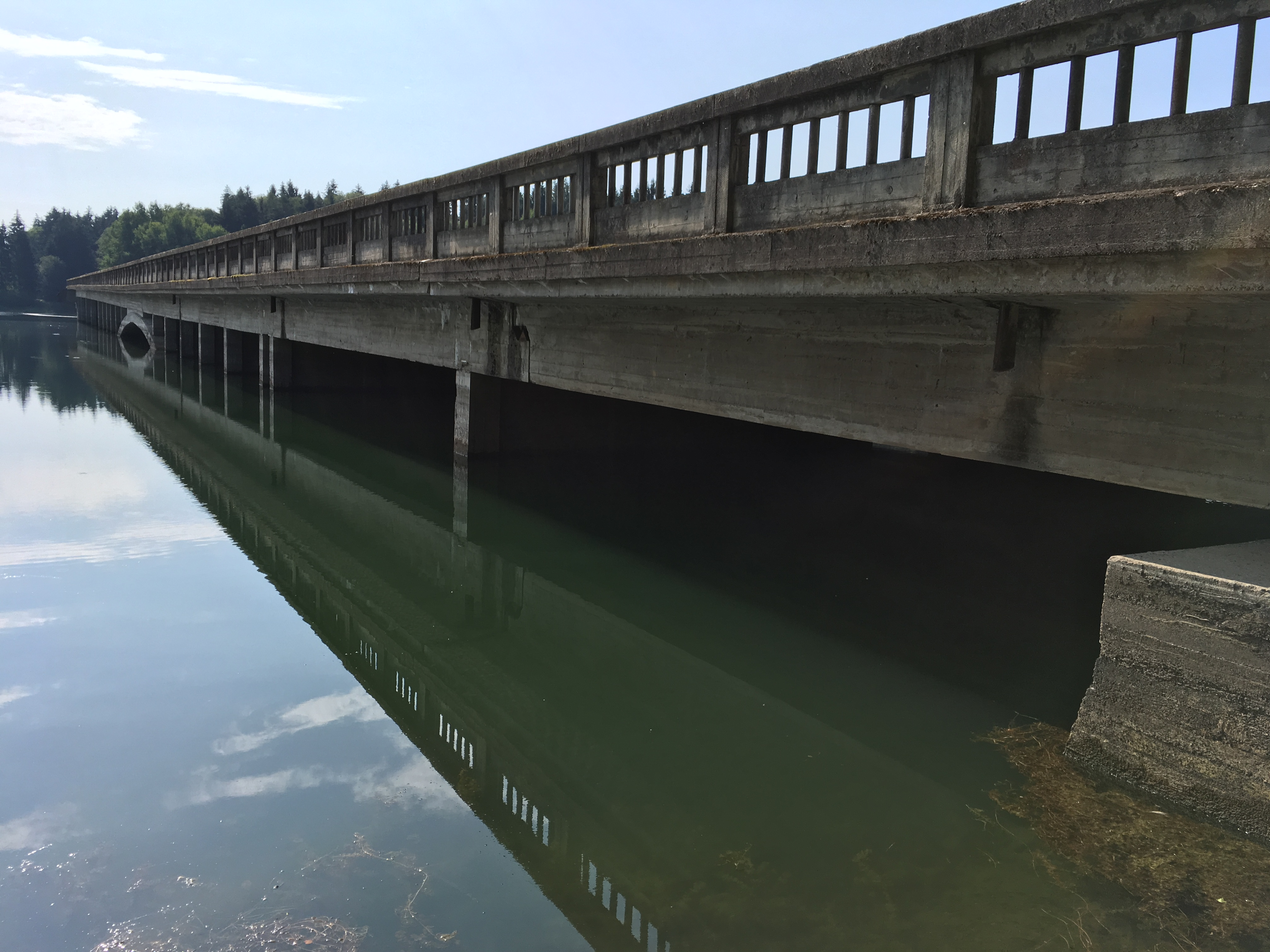
Borovský most, dokončený v roce 1950, byl z většiny zatopen Vodní nádrží Švihov

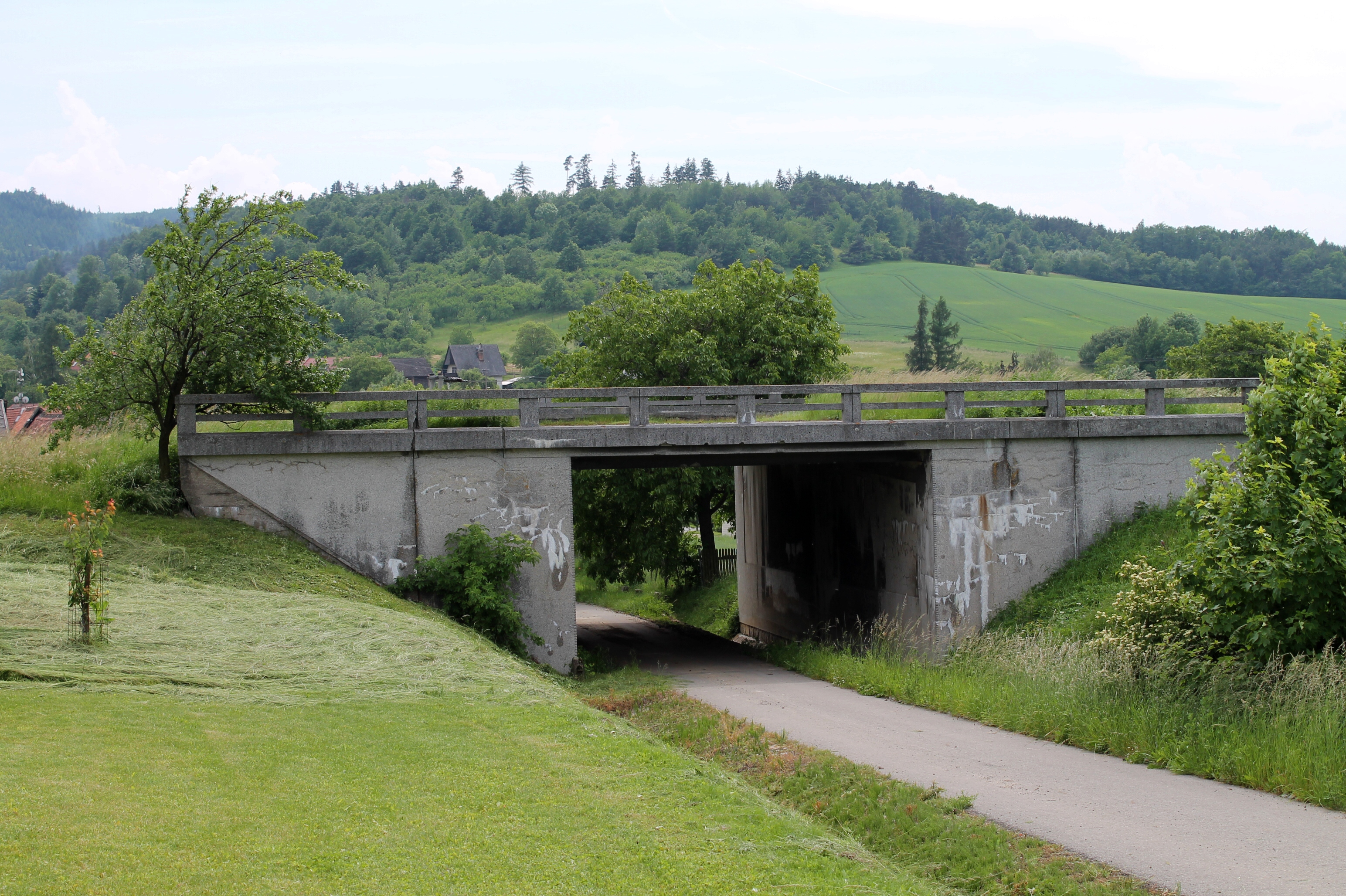
Most nedokončené dálnice u obce Zástřizly ze 40. let

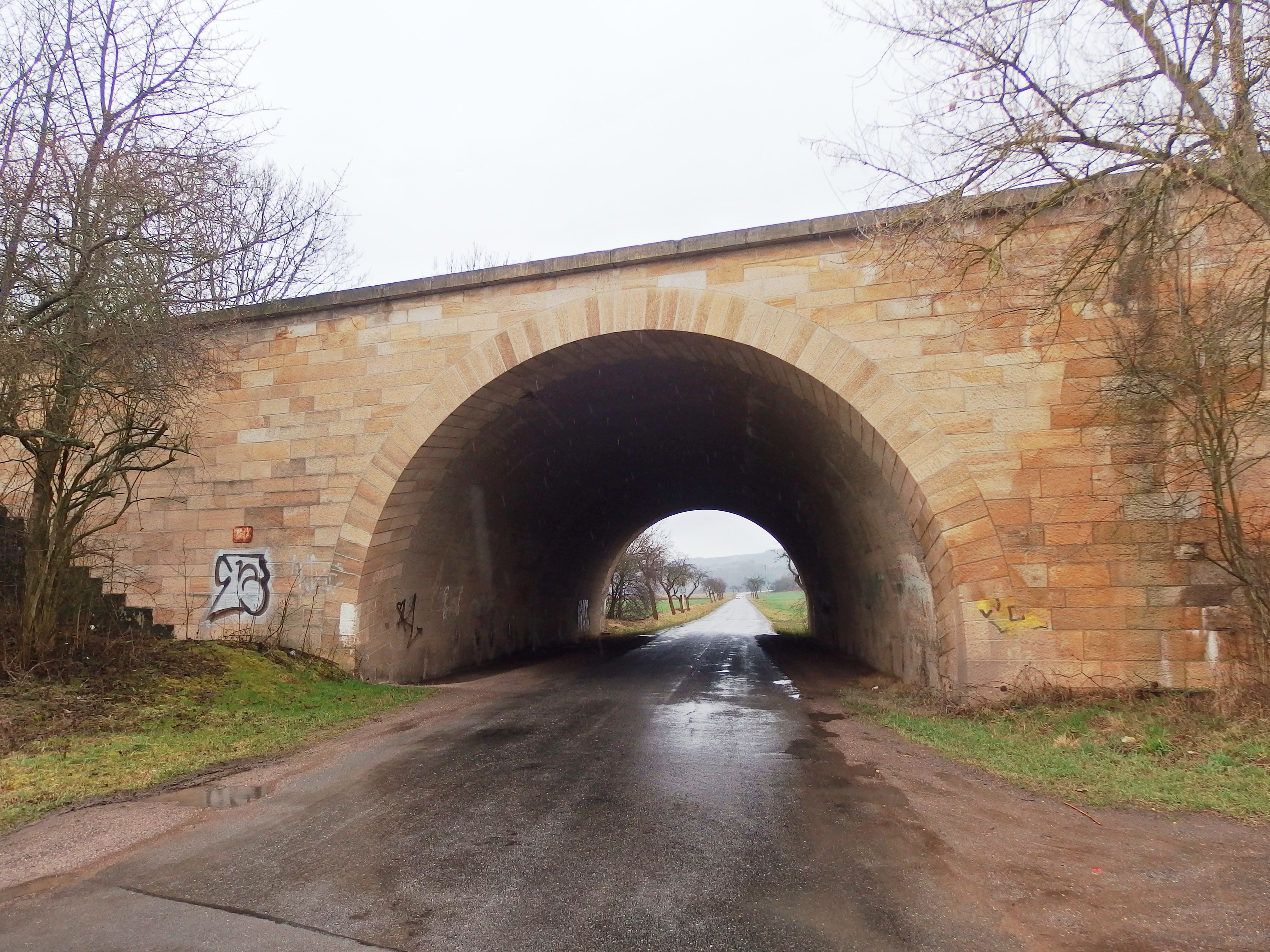
Most exteritoriální dálnice přes místní silnici u Jevíčka

Na podzim 1938 po Mnichovské dohodě byly ztrátou území okleštěny i důležité dopravní tepny, výstavba nových se tak stala důležitou. V listopadu 1938 bylo vydáno vládní nařízení o některých opatřeních souvisících se zřízením průběžné automobilové silnice Vratislav – Brno – Vídeň. V prosinci 1938 bylo vydáno vládní nařízení o stavbě dálnic, o zřízení Generálního ředitelství stavby dálnic a o jeho organizaci. Nařízení definuje dálnice jako veřejné silnice budované státem určené výlučně pro dopravu motorovými vozidly. Nařízení dále mj. stanovuje výstavbu západo-východní dálnice s tím, že tato má samostatný rozpočet a má být dokončena do 4 let.
Do konce roku 1938 byl vypracován podrobný projekt dálnice Praha–Brno–Slovensko. 13. ledna 1939 přeložil ministr veřejných prací Dominik Čipera tzv. úřední návrh trasy dálnice Praha – Jihlava – Brno – slovenská hranice. Vláda téhož dne návrh svým usnesením schválila a dala souhlas k přípravným pracím na úsecích I. Chodov–Humpolec a III. Zástřizly–Lužná s tím, aby byly hned na jaře zahájeny stavební práce.
Dne 24. ledna začaly stavební práce v chřibských lesích u Zástřizel a 2. května byl slavnostně proveden první výkop u Újezda nedaleko Průhonic. V této době se také začala připravovat německá exteritoriální dálnice Vídeň – Vratislav vedoucí okolo Brna; její výstavba pak začala v dubnu 1940, když už bylo celé území okupováno.
1. prosince 1938 zahájili Němci stavbu tzv. sudetské autostrády (tehdy již na území Německé říše) v trase Streitau (v Bavorsku mezi Bayreuthem a Hofem) – Cheb – Karlovy Vary – Lovosice – Česká Lípa – Liberec – Görlitz.

### Výstavba za Protektorátu
Po vzniku Protektorátu Čechy a Morava 16. března 1939 bylo vydáno nařízení, že dálnice Praha–Brno–Slovensko má být začleněna do německé sítě.[zdroj?] Znamenalo to především použití přísnějších parametrů. V srpnu 1939 byla zadána stavba 77,4 km dálnice na úsecích Chodov–Lensedly, Vranov–Ostředek, Střechov–Bernartice, Sedlice–Koberovice, Zástřizly – hranice okresu Zlín; včetně velkých mostních staveb Borovského mostu a Vojslavického mostu. Stavba Mostu přes Šmejkalku, největší mostní rozestavěné mostní stavby s rozpětím 120 m, byla zadána v září 1939). Koncem roku 1939 pracovalo na stavbě dálnice 21 českých stavebních firem (v listopadu 1939 až 2 673 pracovníků), Generálního ředitelství stavby dálnic (GŘSD) mělo 443 zaměstnanců. V roce 1940 začalo projektování dálnic Praha–Lovosice (trať IV) a Praha–Plzeň (trať V), pro dálnice Praha–Náchod (trať VI) a Praha–České Budějovice (trať VII) jsou prováděny studie. Je také rozhodnuto, že dálniční křižovatku české západo–východní dálnice a německé exteritoriální dálnice u Brna (v prostoru Bosonohy–Troubsko) mají postavit Němci.
V březnu 1940 je po zvážení potíží při hledání trasy přechodu na Slovensko a zohlednění velkého nárůstu stavebních nákladů na rozestavěném úseku v Chřibech GŘSD rozhodlo o okamžitém ukončení projekčních i stavebních prací na východ od Brna. GŘSD také vzalo na vědomí návrh Národního autoklubu Čech a Moravy na využití části dálnice u Kunic pro závodní dráhu po vzoru berlínského AVUSu. V létě 1940 byly práce na východ od Brna obnoveny, v září 1940 byly zadány ke stavbě další úseky v úseku Chodov–Humpolec. Stavební firmy však zápasily s nedostatkem materiálu způsobeným válkou. V srpnu 1941 byl vydán zákaz velkých infrastrukturních staveb, stavba dálnice však zatím získala výjimku. V roce 1942 ovšem práce na většině úseků ustaly, v říjnu byl vyhlášen zákaz používání cementu, z kterého dostaly výjimku jen velké mostní stavby na dálnici, zabavena byla také betonářská ocel. Stavební práce zcela ustaly, činnost GŘSD se omezila na hlídání rozestavěných staveb.

### Po válce
V osvobozeném Československu se roku 1945 nacházely části tří nedokončených dálnic v úhrnné délce 188 km. Kromě dálnice Praha–Brno s celkovou délkou rozestavěných úseků 77 km to byla nyní nepotřebná „Hitlerova dálnice“ z nově polské Vratislavi do rakouské Vídně, souvisle rozestavěná mezi obcemi Městečko Trnávka u Moravské Třebové a Ledce u Rajhradu v délce 83 km, a „sudetská dálnice“, jejíž rozpracované úseky u Chebu a Liberce měly dohromady délku cca 28 km. Na pokračování stavby žádné z „německých“ dálnic nemělo Československo zájem, panovala však shoda na pokračování stavby české východozápadní dálnice, zejména úseku Praha–Humpolec. V červenci 1946 však bylo zrušeno GŘSD a stavba byla formálně převedena pod Stavební správu dostavby dálnice jako podřízené složky ministerstva techniky. Samotná stavba české dálnice se však v úseku Praha – Humpolec znovu rozběhla, na moravské části probíhaly udržovací práce. Pokračování ve stavbě dálnice bylo i součástí dvouletky.
I po únoru 1948 stavba pokračovala, negativní vliv na ní však mělo znárodnění stavebních firem, které samotnou stavbu prováděly. Stavba byla převedena pod Ředitelství pro stavbu vodních cest. V roce 1949 byly dokončeny některé mosty, na některé mosty přes dálnici byla převedena i doprava. Stavba české části byla formálně převedena pod Krajské národní výbory v Praze a Jihlavě, moravský úsek byl již ponechán svému osudu. Stavba na všech úsecích však pomalu ustala, posledním ve výstavbě byl Borovský most, který byl dokončen v listopadu 1950 a v prosinci 1952 zkolaudován.

### Obnovení výstavby a založení sítě

Kompletní mapa všech plánovaných i hotových úseků dálnic, stav k 26. ledna 2016

Koncem padesátých let začala intenzita silničního provozu narůstat a brzy převýšila úroveň z doby před válkou. V roce 1963 byla vymezena vybraná silniční síť určená k přednostní modernizaci a zároveň byl stanoven tvar a rozsah dálniční sítě. V roce 1967 byla zahájena výstavba dálnice D1 Praha–Brno. Její trasa až na malé výjimky kopírovala plány a rozestavěné části z 40. let. První 21kilometrový úsek z Prahy do Mirošovic (kde odbočuje silnice I/3 do jižních Čech) byl uveden do provozu 12. července 1971; celá dálnice do Brna byla dokončena humpoleckým úsekem v listopadu 1980.
Od roku 1971 do 31. října 2019 přibylo 1 269 km dálničních úseků. Přírůstky v jednotlivých desetiletích byly:
- 1971–1980: 343 km (úseky dnešní D1, D2, D4, D7, D10, D35 a D46) – Dálniční síť 1980 na Mapy.cz
- 1981–1990: 218 km (úseky dnešní D0, D1, D4, D5, D6, D7, D8, D10, D11, D35, D46 a D56) – Dálniční síť 1990 na Mapy.cz
- 1991–2000: 201 km (úseky dnešní D0, D1, D3, D5, D6, D8, D35, D48 a D52) – Dálniční síť 2000 na Mapy.cz
- 2001–2010: 378 km (úseky dnešní D0, D1, D3, D4, D5, D6, D8, D11, D35, D48 a D52) – Dálniční síť 2010 na Mapy.cz
- 2011–31. října 2019: 129 km (úseky dnešní D1, D3, D4, D6, D7, D8, D11 a D48) – Dálniční síť 2020 na Mapy.cz

K 12. únoru 2024 byla celková délka dálnic v Česku 1 385,1 km. Dokončení dálniční sítě v rozsahu plánovaném v roce 2025 se očekává k roku 2033. Kromě toho se uvažují další stavby ve vzdálenější budoucnosti, zejména „jižní“ dálnice Jihlava - Jindřichův Hradec - Písek - Plzeň.

### Přeřazení rychlostních silnic do kategorie dálnice
K 31. prosinci 2015 bylo v Česku v provozu 775 km dálnic a 463 km silnic pro motorová vozidla (tzv. rychlostních silnic). V lednu 2013 Ministerstvo dopravy navrhlo administrativní přeřazení některých rychlostních silnic či jejich úseků do kategorie dálnic – Nové pojetí dálniční sítě (NPDS). Tento návrh byl později rozšířen tak, aby do kategorie dálnic byla přeřazena naprostá většina rychlostních silnic. 
Návrh byl schválen v roce 2015 a přeřazení bylo provedeno k 1. lednu 2016. Síť dálnic se tak rozšířila o 438 km, které však vesměs v různé míře nesplňovaly parametry standardní dálnice (příliš ostré oblouky, užší odstavné pruhy, kratší nebo žádné připojovací pruhy apod.). 
Zbylé rychlostní silnice a některé další 4proudé silnice se středním dělicím pásem, dosud vedené jako běžné silnice I. třídy, vytvořily kategorii silnic pro motorová vozidla s nejvyšší dovolenou rychlostí 110 km/hod.
| Označení do 2015       | Označení od 2016 | Úseky bývalých rychlostních silnic přeřazené do kategorie dálnic                                        |
| ---------------------- | ---------------- | --- |
| rychlostní silnice R1  | dálnice D0       | všechny (v provozu 41 km)                                                                               |
| rychlostní silnice R3  | dálnice D3       | všechny (v provozu žádný)                                                                               |
| rychlostní silnice R4  | dálnice D4       | všechny (v provozu 41 km)                                                                               |
| rychlostní silnice R6  | dálnice D6       | všechny (v provozu 76 km)                                                                               |
| rychlostní silnice R7  | dálnice D7       | většina, s výjimkou úseku Spořice – Chomutov (v provozu 35 km bez úseku Spořice – Chomutov)             |
| rychlostní silnice R10 | dálnice D10      | všechny (v provozu 71 km)                                                                               |
| rychlostní silnice R11 | dálnice D11      | všechny (v provozu žádný)                                                                               |
| rychlostní silnice R35 | dálnice D35      | úsek Hradec Králové – Svitavy – Mohelnice – Olomouc – Lipník nad Bečvou (v provozu 63 km v tomto úseku) |
| rychlostní silnice R43 | dálnice D43      | všechny (v provozu žádný)                                                                               |
| rychlostní silnice R46 | dálnice D46      | všechny (v provozu 38 km)                                                                               |
| rychlostní silnice R48 | dálnice D48      | všechny (v provozu 31 km)                                                                               |
| rychlostní silnice R49 | dálnice D49      | všechny (v provozu žádný)                                                                               |
| rychlostní silnice R52 | dálnice D52      | všechny (v provozu 17 km)                                                                               |
| rychlostní silnice R55 | dálnice D55      | všechny (v provozu 16 km)                                                                               |
| rychlostní silnice R56 | dálnice D56      | všechny (v provozu 12 km)                                                                               |

Dálnice D43 byla roku 2021 ze sítě dálnic vyřazena a nově začala být připravována jako kapacitní čtyřpruhová silnice I/73.

### Další rozvoj sítě
V březnu 2025 schválila centrální komise ministerstva dopravy předloženou studii proveditelnosti, která prověřila další možný rozvoj dálničních spojení, zejména mezi krajskými městy. Studie zkoumala více koridorů, z nichž nakonec centrální komise podpořila pět dálničních o délce přibližně 550 km, které se mají stavět do roku 2050 po dokončení dříve stanovené základní dálniční sítě.
| Prac. označení | Délka   | Trasa |
| -------------- | ------- | --- |
| D99            | ~205 km | středočeský okruh kolem Prahy (Mělník – Český Brod – Benešov – Zdice – Beroun – Unhošť – Slaný – Mělník) |
| D20            | ~185 km | Plzeň – Písek – Jindřichův Hradec – Jihlava                                                              |
| D19            | ~65 km  | Domašov – Kuřim – Černá Hora – Prostějov                                                                 |
| D37 / D38      | ~85 km  | Jihlava – Chlumec nad Cidlinou / Pardubice                                                               |
| D52            | ~15 km  | Holubice – Brno-Chrlice                                                                                  |

## Systém číslování a značení

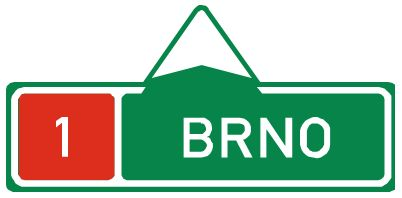
Označení dálnice D1 na silniční směrové tabuli

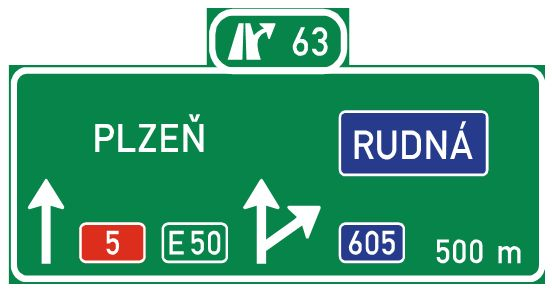
Označení dálnice D5 na dálniční návěsti před křižovatkou (vzor)

České dálnice se zpravidla číslují podle silnice I. třídy, kterou nahrazují; z toho důvodu nejde o souvislou číselnou řadu.
Původní silnice je zpravidla degradována na silnici II. třídy řady 6xx (kde xx odpovídá původnímu číslu silnice a číslu nové dálnice). Tomu se vymyká dálnice D2, která sice vede podél části původní silnice č. 2, ale ta byla převedena na čísla I/52 (krátký úsek) a II/425.
Z pravidla číslování existuje několik výjimek:
- Dálnice D0 – označení pražského dálničního okruhu (neexistovala žádná silnice č. 0, původně mělo jít o rychlostní silnici R1, úsek okruhu nahradil původní silnici č. 29)
- Dálnice D1 – v úseku Praha–Mirošovice nahradila silnici I/3, pak trasována zcela nezávisle, následně v úseku Jihlava–Brno podél části tehdejší silnice č. 2 (dnes II/602), od Brna pak zhruba podél silnice I/47 (převáděné na II/430 nebo II/647).
  - Úsek D1 od Hulína dál se původně měl jmenovat D47, po odložení původního projektu pokračování D1 ve směru Zlín a Slovensko bylo roku 2006 rozhodnuto označit jako D1 preferovanou dálnici směr Ostrava. D1 tak propojuje 3 největší česká města (Praha, Brno, Ostrava).
- Dálnice D11 v úseku Hradec Králové–Polsko – nahrazuje část silnice I/33 a výhledově část I/37 a I/16. Protože by nebylo praktické několikrát během trasy měnit číslo dálnice, bylo podrženo číslo D11, ačkoliv silnice I/11 je z Hradce Králové trasována zcela jinam. (Pokud by mělo být pravidlo číslování co nejvíce dodrženo, nejlogičtější by bylo úsek D11 za křižovatkou s D35 označit jako D37.)

Jednotlivé dálnice se v dokumentech značí písmenem D (a číslem). Na dopravním značení v terénu se používá pouze číslo (bílé na červené tabulce) bez D (dopravní značka IS16a). Jako samostatná tabulka se prakticky nevyskytuje, zpravidla je součástí směrových tabulí, návěstí apod. V číslech mostů a podjezdů se číslo komunikace uvádí i s písmenem D.

### Značení nájezdů

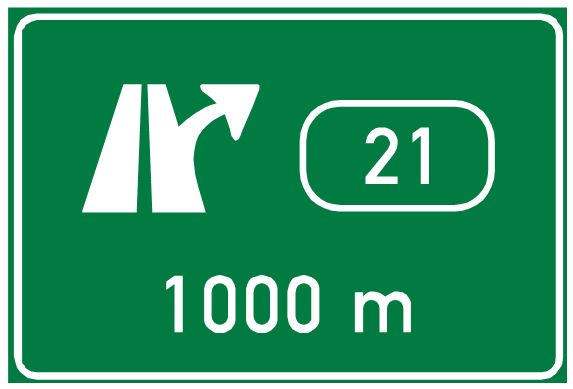
Návěst před výjezdem z dálnice

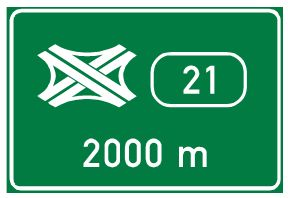
Návěst před křižovatkou dálnic

Nájezdy (či výjezdy, sjezdy, exity) na českých dálnicích jsou číslovány podle staničení (kilometru) dané dálnice. Číslo nájezdu tak zároveň poskytuje informaci o jeho vzdálenosti od začátku dálnice a rozdíl čísel dvou nájezdů téže dálnice vyjadřuje jejich vzájemnou vzdálenost. Tento způsob také umožňuje snadno očíslovat případný nově vybudovaný nájezd na existujícím úseku.
Běžné nájezdy bývají na dálnici návěstěny 1 km předem, pak následuje návěst křižovatky včetně významných cílů 500 m předem. Nejvýznamnější nájezdy (křížení s jinou dálnicí apod.) bývají návěstěny 2 km předem.
Za nájezdem se osazuje značka IS 8b „Dálková návěst se vzdálenostmi“, kde bývá uváděn hlavní cíl nejbližšího nájezdu a hlavní cíl celého dálničního úseku, se vzdáleností v km. Do roku 2015 se uváděl přímo název a vzdálenost následujícího nájezdu, od roku 2016 se uvádí nejvýznamnější cíl u tohoto nájezdu a jeho vzdálenost (včetně cesty od nájezdu do cíle, nelze již tedy z této hodnoty určit vzdálenost příštího nájezdu).

## Seznam dálnic
Od roku 2021 se česká dálniční síť skládá z celkem 18 dálnic, ale jen 6 z nich (D2, D5, D8, D10, D46 a D56) je dokončených. Téměř dokončené jsou D1 a D4, kterým chybí po jednom úseku. I u dokončených dálnic (s výjimkou D2) však probíhají nebo jsou plánovány stavební úpravy vedoucí ke zkapacitnění a zvýšení bezpečnosti provozu (rozšíření, přestavba nájezdů).
Stav jednotlivých dálnic ukazuje následující tabulka.
| Číslo dálnice | Název dálnice | Trasa dálnice | Celková délka | V provozu  | V provozu (%) | Ve výstavbě                                                                                               | Zbývá dokončit | OpenStreetMap |
| ------------- | ------------- | --- | ------------- | ---------- | ------------- | --- | -------------- | ------------- |
|               | D0            | Pražský okruh | 81,9 km       | 40,514 km  | 49            | Běchovice – D1 (12,6 km)                                                                                  | 41,4 km        | 1764662       |
| D1            | D1            | Praha – Jihlava – Brno – Vyškov – Hulín – Přerov – Lipník nad Bečvou – Bělotín – Ostrava – Bohumín – Polsko (dálnice A1) | 371 km        | 361,843 km | 97            | Říkovice – Přerov (10,1 km)                                                                               | 10 km          | 1749436       |
| D2            | D2            | Brno – Břeclav – Slovensko (dálnice D2)                                                                                  | 60,879 km     | 60,879 km  | 100           | |                | 1749455       |
| D3            | D3            | Praha – Tábor – České Budějovice – Dolní Dvořiště – Rakousko (rychlostní silnice S10)                                    | 171,4 km      | 97,416 km  | 57            | Kaplice-nádraží – státní hranice (15,5 km)                                                                | 74 km          | 1753349       |
| D4            | D4            | Praha – Příbram – Třebkov                                                                                                | 84,7 km       | 75,742 km  | 89            | | 9 km           | 295545        |
| D5            | D5            | Praha – Beroun – Rokycany – Plzeň – Rozvadov – Německo (dálnice A6)                                                      | 151,828 km    | 151,828 km | 100           | |                | 1750307       |
|               | D6            | Praha – Karlovy Vary – Sokolov – Cheb – Pomezí nad Ohří – Německo (dálnice A70)                                          | 159,7 km      | 94,482 km  | 60            | Hořesedly – Lubenec (26,5 km) Bošov – Knínice (7,9 km) Celkem 34,4 km                                     | 63,4 km        | 1764927       |
| D7            | D7            | Praha – Slaný – Louny – Chomutov                                                                                         | 79 km         | 54,497 km  | 69            | MÚK Knovíz – Panenský týnec (16,7 km)                                                                     | 24,1 km        | 295464        |
| D8            | D8            | Praha – Lovosice – Ústí nad Labem – Krásný Les – Německo (dálnice A17)                                                   | 94,488 km     | 94,488 km  | 100           | |                | 32859         |
|               | D10           | Praha – Mladá Boleslav – Turnov                                                                                          | 70,395 km     | 70,395 km  | 100           | |                | 1749449       |
| D11           | D11           | Praha – Poděbrady – Hradec Králové – Jaroměř – Trutnov – Královec – Polsko (rychlostní silnice S3)                       | 156 km        | 114,542 km | 73            | Trutnov – státní hranice ČR (21,2 km)                                                                     | 41 km          | 1753316       |
|               | D35           | Úlibice – Hradec Králové – Svitavy – Mohelnice – Olomouc – Lipník nad Bečvou                                             | 205,4 km      | 89,363 km  | 44            | Hořice – Plotiště (18 km) Ostrov – Opatovec (43,2 km) Křelov – Slavonín II. etapa (3,2 km) Celkem 64,4 km | 116 km         | 1853275       |
| D46           | D46           | Vyškov – Prostějov – Olomouc                                                                                             | 38,26 km      | 38,26 km   | 100           | |                | 1853300       |
| D48           | D48           | Bělotín – Nový Jičín – Frýdek-Místek – Český Těšín – Polsko (rychlostní silnice S52)                                     | 77,8 km       | 62,118 km  | 90            | Dub – MÚK Palačov (3,7 km)                                                                                | 7,6 km         | 1853073       |
| D49           | D49           | Hulín – Fryšták – Vizovice – Střelná – Slovensko (rychlostní silnice R6)                                                 | 35,0 km       | 9,035 km   | 27            | Hulín – Fryšták, druhá část (7,8 km)                                                                      | 25,5 km        | 3267571       |
|               | D52           | Brno – Pohořelice – Mikulov – Rakousko (dálnice A5)                                                                      | 45,3 km       | 16,895 km  | 37            | | 28,4 km        | 1930403       |
|               | D55           | Olomouc – Přerov – Hulín – Otrokovice – Hodonín – Břeclav                                                                | 99,2 km       | 40,579 km  | 40            | Olomouc – Kokory (7,6 km) Napajedla – Babice, most SO 201 (0,5 km) Celkem 8,1 km                          | 58,9 km        | 1861525       |
| D56           | D56           | Ostrava – Frýdek-Místek                                                                                                  | 13,052 km     | 13,052 km  | 100           | |                | 1853128       |
|               | Celkem        | | 1 995 km      | 1 486 km   | 75            | 194,5 km                                                                                                  | 499,3 km       |               |

## Zpoplatnění

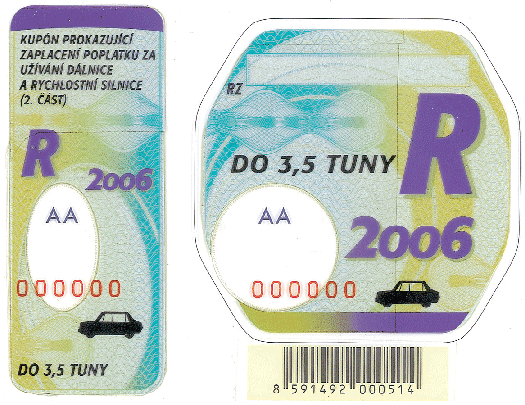
Dálniční známka na rok 2006

Tak jako ve většině zemí je i v Česku použití dálnice zpoplatněno, a to od roku 1995.
Poplatky se platí formou časových kupónů (dálniční známka), které jsou od roku 2010 vydávány pouze pro vozidla do hmotnosti 3,5 tuny. Pro těžší vozidla je od 1. ledna 2007 zavedeno elektronické mýto pro vozidla nad 12 tun a od 1. ledna 2010 i pro vozidla nad 3,5 tuny. Mýtné se vypočítává podle ujeté vzdálenosti, kategorie vozidla, emisní třídy motoru, hmotnosti vozidla, počtu náprav a denního období.
Dálniční kupony jsou k dispozici desetidenní, měsíční a roční. Roční kupón je platný vždy na jeden rok od počátku platnosti. Jako důkaz o zaplacení se používala samolepicí „dálniční známka“, vylepovaná viditelně na čelní sklo. Od 1. ledna 2021 jsou nálepky nahrazeny systémem elektronických dálničních známek, které je možno zakoupit online nebo v síti obchodních míst a samoobslužných kiosků. Pro rok 2025 činí cena za kupón pro vozidla do 3,5 tuny 2440 Kč na rok, 460 Kč na 30 dní, 290 Kč na 10 dní a 210 Kč na jeden den. Vozidla na biomethanový pohon mají poplatek zlevněný na 1220 Kč na rok, 230 Kč na 30 dní, 140 Kč na 10 dní a 100 Kč na den. Vozidla na zemní plyn (CNG a LNG (neplatí pro LPG)) mají stejný poplatek jako vozidla biometanová. Slevu mají také vozidla na plug-in hybridní pohon(CO₂ max 50 g/km) na 610 Kč na rok, 110 Kč na 30 dní, 70 Kč na 10 dní a 50 Kč na jeden den. Osvobozeny z poplatku jsou automobily na elektrický nebo vodíkový pohon, automobily převážející vybrané osoby a registrovaná historická vozidla.
Některé úseky dálnic jsou od poplatku (pro vozidla do 3,5 t) osvobozeny – zpravidla ty, které zároveň slouží jako obchvaty velkých měst nebo po nich peážuje silnice I. třídy. Tím jsou k použití těchto úseků motivováni zejména lokální řidiči, kteří jinak dálnice nevyužívají.

## Ekologické aspekty výstavby dálnic

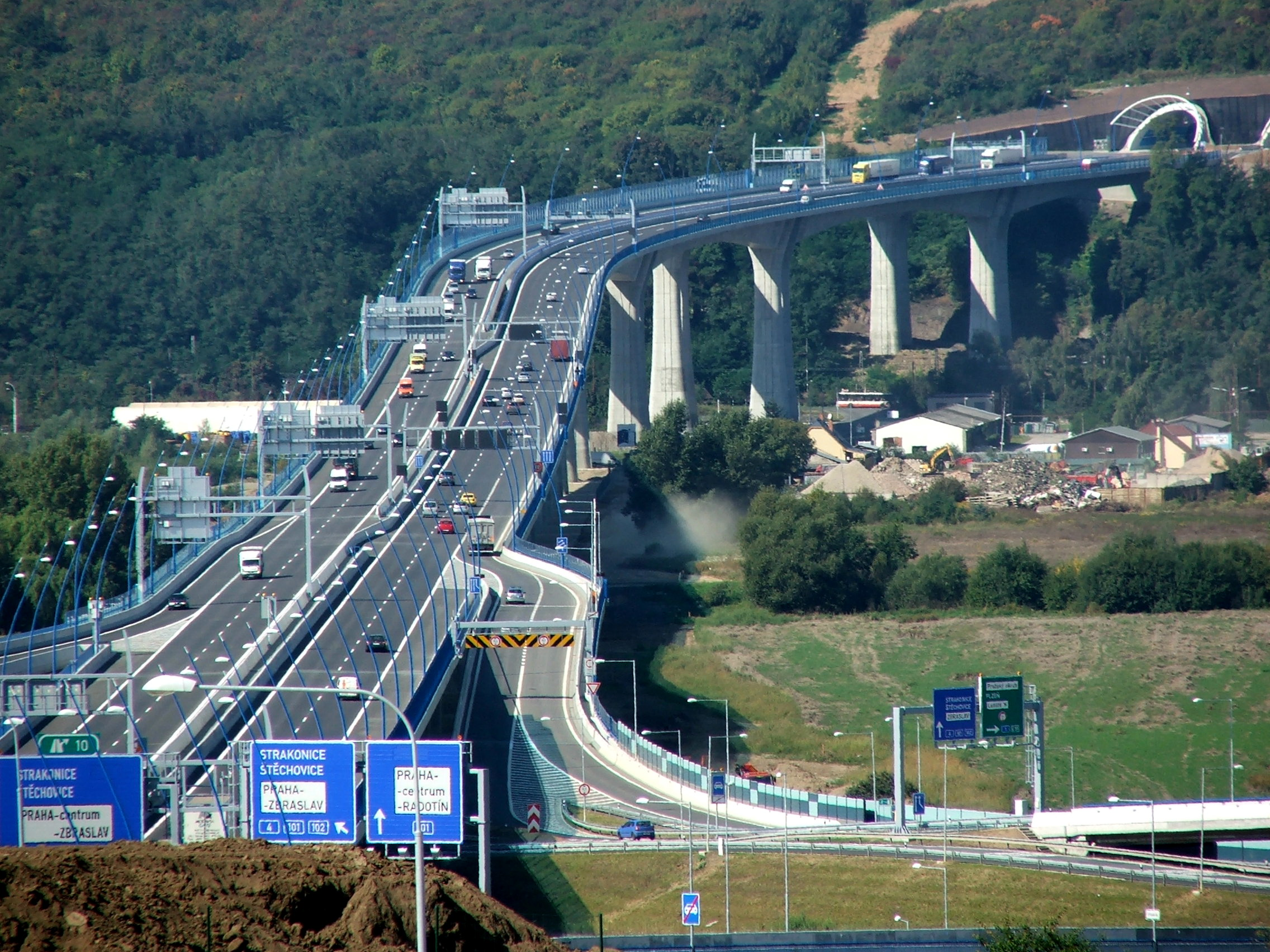
Nejdelší český most, Radotínský most

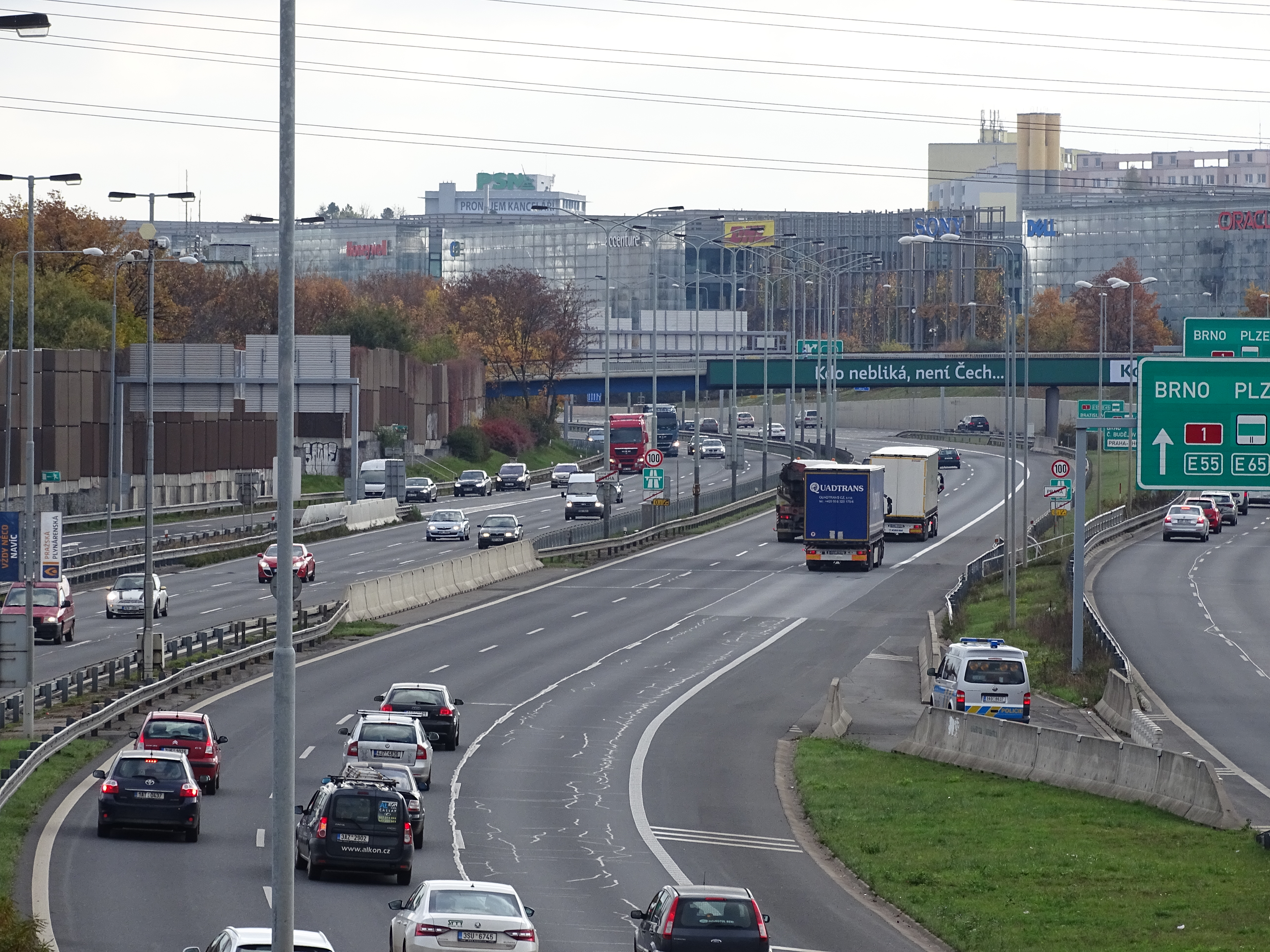
Začátek dálnice D1 na Chodově

Když byla zahájena výstavba prvních dálnic v Česku, na ekologické důsledky takovýchto staveb nebyl kladen příliš velký důraz. Teprve po společenských změnách v listopadu 1989 došlo ke změně legislativy a k celkovému zpřísnění podmínek pro jakoukoliv výstavbu, která má vliv na životní prostředí. Kromě jiného v Česku začaly platit také předpisy EU. Před zahájením výstavby tak investor musí získat řadu povolení a prokázat, že stavba nebude mít na životní prostředí příliš negativní vliv.
Kromě toho se objevila různá ekologická hnutí, která začala více či méně intenzivně prosazovat svoje představy v oblasti ekologie a ochrany životního prostředí. Dochází k ostrému střetu zájmů, kdy na jedné straně stojí zájmy investora (stát prostřednictvím Ředitelství silnic a dálnic) a zájmy přepravců, dopravců, motoristů a obyvatel obcí postižených dosavadní silnou průjezdnou dopravou, na druhé straně zájmy ochrany přírody a krajiny, která je výstavbou dálnic často více či méně znehodnocována, a obyvatel míst postižených výstavbou, zastoupené jak ekologickými iniciativami, tak příslušnými státními orgány. Investorův cíl v podobě rychlé a levné výstavby bývá často ve sporu se zájmy státních orgánů určených k ochranné přírody a krajiny a ekologických hnutí, kteřížto chtějí negativní vliv staveb na životní prostředí omezovat.
Někteří odpůrci výstavby či odpůrci prosazovaných variant projektu se aktivně účastní správních řízení, která předcházejí vydání stavebního povolení, podávají v jejich rámci řadu připomínek, a pokud jim není vyhověno nebo nebyl dodržen zákonný postup, podávají odvolání. Některé skupiny komplikují výstavbu obstrukčními postupy, například tím, že skupují malé pozemky na pro ně nepřijatelných trasách a odmítají je prodat.
To se naštěstí zlepšilo v posledních letech změnou zákona. Díky tomu je v takových případech snazší vyvlastnění (to umožnilo také dostavbu chybějícího úseku D3 u Tábora). A také se proti stavebnímu povolení už nemůže odvolat kdokoliv, ale jen ten, koho se stavba přímo dotýká.

### Kontroverzní stavby dálnic v Česku

#### Již v provozu
- dálnice D5 kolem Plzně, s tunelem skrz vrch Valík (zkompletováno 6. října 2006, 9 let po zprovoznění zbytku dálnice)[zdroj?]
- dálnice D8 přes CHKO České středohoří (Výstavba odblokována v květnu 2012, dokončena v prosinci 2016. Úsek plně zprovozněn až v září 2017, kdy byly vyřešeny následky sesuvu na nestabilním podloží, před kterým odpůrci této trasy dlouhodobě varovali.)
- dálnice D11
  - přes Libický luh
  - před Hradcem Králové (3km úsek kolem Plačic)

#### V různé fázi řešení
- severní část Pražského okruhu
- dálnice D1 kolem Přerova (spor o trasování přes Dluhonice)[19]
- dálnice D3 ve Středočeském kraji (spor o trasování přes Dolní Posázaví)
- dálnice D35
  - úsek Turnov–Úlibice přes CHKO Český ráj[zdroj?] (roku 2016 vyřazen z plánované sítě dálnic a překategorizován na rychlostní silnici I. třídy)
  - 3 km úsek Křelov–Neředín (spor s obcí Křelov-Břuchotín)
- dálnice D43 okolo Brna – spor o napojení na D1[20] a trasování přes Bystrc[21] (roku 2021 vyřazena ze sítě dálnic a překategorizována na vícepruhovou silnici I. třídy č. 73)[22]
- dálnice D52 podél Věstonické nádrže a CHKO Pálava[zdroj?][21]
- dálnice D55 přes Hodonínskou Doubravu[23]
- dálnice D49 přes Přírodní park Vizovické vrchy[24]

## Cena výstavby
Porovnávání cen dálnic je náročné a kromě vysokých technických a ekonomických znalostí vyžaduje trpělivost při získávání údajů. Pro dálnice v Česku je zejména typické po schválení výsledného rozpočtu postupné navyšování ceny až o desítky procent. ŘSD používá mj. tyto postupy:
- Předinvestiční studie (včetně odhadu ceny) a interní materiály vysvětlující zvýšení cen staveb nejsou veřejně dostupné.[25]

- Objednávání protianalýz se zkreslenými vstupními údaji oproti posudku Nejvyššího kontrolního úřadu – posudky vycházejí z ceny, se kterou ŘSD vyhrálo veřejnou soutěž, a nikoliv z konečné, výrazně navýšené ceny, přestože v době psaní posudku byla již známa, přičemž posuzující firma je v majetku projektantské firmy najímané ŘSD právě na stavbu posuzovaných částí dálnic.[26] Peníze na tyto protianalýzy jdou z veřejných zdrojů.

- Stanovená předpokládaná cena je běžně uváděna jen jako pouhé číslo bez podkladů či podrobností, jako zdroj je uveden odhad (anonymních) konzultantů.[27] Např. výsledná cena dálnice D8 byla v průběhu let navýšena o 133 %.[28]

O tom, že srovnávání cen dálničních staveb v Česku s Německem je zavádějící, hovořil v roce 2010 tehdejší ředitel ŘSD Alfréd Brunclík. „Když vezmete cenu dálnice v Německu, která vznikla někde v Sasku na písku, tak je samozřejmě levnější než dálnice kolem Ostravy. Ceny dálnice výrazně ovlivňuje reliéf krajiny, kterou prochází. Jeden metr mostní konstrukce stojí sedm až osmkrát více než normální konstrukce dálnice. Metr tunelu vyjde desetkrát dráž. K tomu je nutné připočítat veškeré sjezdy či mimoúrovňová křížení, která stavbu konkrétní dálnice prodraží. Průměrné ceny jsou často zkreslující. Když se podíváte na cenu rychlostní silnice R48 mezi Frýdkem-Místkem a Těšínem, dojdete k závěru, že stavíme kilometr za 170-180 milionů korun. Ale u Ostravy jsme zase stavěli za 900 milionů.“ vysvětloval v srpnu 2010 pro Lidové noviny Brunclík.

## Vývoj dálnic rok za rokem
Tabulky zahrnují i úseky později převedené z rychlostních silnic na dálnice:
| Rok  | Délka (konec roku, zaok.) | Přírůstek (zaok.) | Ve výstavbě celkem (zaok.) |
| 1960 | 0 km                      | 0 km              | 6 km                       |
| 1961 | 0 km                      | 0 km              | 6 km                       |
| 1962 | 6 km                      | 6 km              | 0 km                       |
| 1963 | 6 km                      | 0 km              | 0 km                       |
| 1964 | 6 km                      | 0 km              | 0 km                       |
| 1965 | 6 km                      | 0 km              | 0 km                       |
| 1966 | 6 km                      | 0 km              | 0 km                       |
| 1967 | 6 km                      | 0 km              | 30 km                      |
| 1968 | 6 km                      | 0 km              | 30 km                      |
| 1969 | 6 km                      | 0 km              | 90 km                      |
| 1970 | 6 km                      | 0 km              | 96 km                      |
| 1971 | 29 km                     | 23 km             | 91 km                      |
| 1972 | 43 km                     | 14 km             | 117 km                     |
| 1973 | 63 km                     | 20 km             | 107 km                     |
| 1974 | 65 km                     | 2 km              | 65 km                      |
| 1975 | 92 km                     | 26 km             | 161 km                     |
| 1976 | 114 km                    | 22 km             | 221 km                     |
| 1977 | 177 km                    | 63 km             | 202 km                     |
| 1978 | 212 km                    | 36 km             | 207 km                     |
| 1979 | 266 km                    | 54 km             | 54 km                      |
| 1980 | 343 km                    | 77 km             | 124 km                     |
| 1981 | 366 km                    | 22 km             | 109 km                     |
| 1982 | 381 km                    | 15 km             | 125 km                     |
| 1983 | 420 km                    | 39 km             | 93 km                      |
| 1984 | 445 km                    | 25 km             | 93 km                      |
| 1985 | 505 km                    | 59 km             | 49 km                      |
| 1986 | 516 km                    | 11 km             | 45 km                      |
| 1987 | 517 km                    | 1 km              | 51 km                      |
| 1988 | 532 km                    | 15 km             | 48 km                      |
| 1989 | 541 km                    | 10 km             | 49 km                      |

| Rok  | Délka (konec roku, zaok.) | Přírůstek (zaok.) | Ve výstavbě (zaok.) |
| 1990 | 563 km                    | 22 km             | 48 km               |
| 1991 | 567 km                    | 4 km              | 51 km               |
| 1992 | 586 km                    | 19 km             | 70 km               |
| 1993 | 612 km                    | 26 km             | 74 km               |
| 1994 | 618 km                    | 6 km              | 130 km              |
| 1995 | 643 km                    | 25 km             | 105 km              |
| 1996 | 677 km                    | 34 km             | 91 km               |
| 1997 | 748 km                    | 71 km             | 28 km               |
| 1998 | 762 km                    | 13 km             | 34 km               |
| 1999 | 776 km                    | 14 km             | 43 km               |
| 2000 | 779 km                    | 3 km              | 39 km               |
| 2001 | 798 km                    | 19 km             | 33 km               |
| 2002 | 804 km                    | 6 km              | 65 km               |
| 2003 | 840 km                    | 36 km             | 42 km               |
| 2004 | 850 km                    | 10 km             | 144 km              |
| 2005 | 868 km                    | 19 km             | 169 km              |
| 2006 | 959 km                    | 90 km             | 139 km              |
| 2007 | 996 km                    | 37 km             | 125 km              |
| 2008 | 1042 km                   | 46 km             | 178 km              |
| 2009 | 1073 km                   | 31 km             | 171 km              |
| 2010 | 1150 km                   | 77 km             | 113 km              |
| 2011 | 1162 km                   | 12 km             | 102 km              |
| 2012 | 1183 km                   | 21 km             | 81 km               |
| 2013 | 1223 km                   | 41 km             | 41 km               |
| 2014 | 1223 km                   | 0 km              | 42 km               |
| 2015 | 1230 km                   | 6 km              | 71 km               |
| 2016 | 1246 km                   | 16 km             | 58 km               |
| 2017 | 1261 km                   | 15 km             | 75 km               |
| 2018 | 1265 km                   | 4 km              | 123 km              |
| 2019 | 1298 km                   | 33 km             | 161 km              |
| 2020 | 1319 km                   | 21 km             | -                   |
| 2021 | 1366 km                   | 47 km             | -                   |
| 2022 | 1387 km                   | 21 km             | -                   |
| 2023 | 1408 km                   | 15 km             | -                   |
| 2024 | (1501 km)                 | 111 km            | -                   |